# Douglas Jackson
Pour les articles homonymes, voir Jackson.
Douglas Jackson est un réalisateur, producteur, scénariste et monteur canadien né en 1940 à Montréal (Canada).

## Filmographie

### Réalisateur
- 1964 : Lacrosse
- 1964 : Crafts of My Province
- 1964 : Custodial Procedures
- 1965 : Benoît
- 1965 : Control of Inmates
- 1967 : Reception
- 1969 : Danny and Nicky
- 1971 : Norman Jewison, Filmmaker
- 1972 : The Sloane Affair (en)
- 1972 : The Huntsman
- 1973 : La Gastronomie
- 1974 : The Heatwave Lasted Four Days
- 1976 : The Art of Eating
- 1979 : Why Men Rape
- 1984 : Bambinger
- 1985 : Uncle T
- 1985 : Empire Inc. (feuilleton TV)
- 1985 : Ray Bradbury présente (The Ray Bradbury Theater) (série télévisée)
- 1987 : Un flic dans la mafia (Wiseguy) (série télévisée)
- 1987 : Vendredi 13 (Friday the 13th) (série télévisée)
- 1989 : Whispers
- 1992 : Meurtre à double tour (Deadbolt) (TV)
- 1994 : Traquée (Stalked)
- 1994 : The Paper Boy
- 1995 : The Wrong Woman
- 1996 : Twists of Terror (TV)
- 1996 : Midnight in Saint Petersburg
- 1997 : Natural Enemy (TV)
- 1998 : Les Dessous du crime (Dead End)
- 1998 : Random Encounter
- 1999 : Requiem for Murder
- 1999 : The Witness Files
- 2000 : Quelque chose demeure ici (Someone Is Watching) (TV)
- 2000 : Nowhere in Sight
- 2001 : The Ghost
- 2002 : Aftermath
- 2004 : Les Liens du mariage (The Perfect Husband) (TV)
- 2004 : L'Enfant inconnu (Stranger at the Door) (TV)
- 2004 : Saving Emily (TV)
- 2005 : Victime de l'amour (A Lover's Revenge) (TV)
- 2005 : A Killer Upstairs (TV)
- 2005 : L'Ombre d'une rivale (The Perfect Neighbor (TV)
- 2006 : Maid of Honor (TV)
- 2006 : Mon ancien amant (The Perfect Marriage) (TV)
- 2006 : Rivalité maternelle (The Rival) (TV)
- 2007 : Une vie brisée (Demons from Her Past) (TV)
- 2007 : Une sœur dangereuse (Framed for Murder) (TV)
- 2007 : Les Deux Visages de Christie (Christie's Revenge) (TV)
- 2007 : Le Secret de ma fille (My Daughter's Secret) (TV)
- 2008 : Une assistante presque parfaite (The Perfect Assistant) (TV)
- 2008 : Secrets inavouables (Dead at 17) (TV)
- 2009 : Le Secret d'une sœur (My Nanny's Secret) (TV)

### Producteur
- 1964 : Lacrosse
- 1965 : Benoît
- 1966 : Pre-Release
- 1966 : Inmate Training: Part 2
- 1966 : Inmate Training: Part 1
- 1967 : Wheat
- 1967 : Reception
- 1969 : Danny and Nicky
- 1969 : Blake
- 1971 : Norman Jewison, Filmmaker
- 1972 : The Sloane Affair
- 1972 : The Huntsman
- 1976 : The Art of Eating

### Scénariste
- 1964 : Lacrosse
- 1964 : Custodial Procedures
- 1964 : Crafts of My Province
- 1965 : Control of Inmates
- 1967 : Reception
- 1972 : The Sloane Affair
- 1972 : The Huntsman
- 1973 : La Gastronomie
- 1974 : The Heatwave Lasted Four Days
- 2001 : The Ghost

### Monteur
- 1964 : Lacrosse
- 1964 : Crafts of My Province
- 1969 : Danny and Nicky
- 1972 : The Huntsman
- 1976 : The Art of Eating